# 尼康D80
尼康D80是一款由日本相機製造廠尼康生產的數碼單鏡反光相機，於2006年9月上市，以取代原本的進階業餘機種D70/D70s。主要的銷售版本包括內附鏡頭的套裝版（kit set，包括一支18-135mm F/3.5-5.6鏡頭）和不連鏡頭的單機版（body set）兩種。D80採用了與尼康D200相同的Multi-CAM 1000對焦系統，具有11個對焦點，與D200的觀景窗設計，放大率為0.94倍。
D80是尼康第二部採用Secure Digital卡儲存的數碼單鏡反光相機，支援SDHC高容量的 Secure Digital卡。

## 規格
- 感光元件使用CCD，有效像素為1020萬像素，最大的解像度是3872×2592。
- 對焦系統使用TTL相位偵測，尼康Multi-CAM1000自動對焦模組連AF對焦輔助照明燈，支援AF-A、AF-S、AF-C三種對焦模式。
- 支援三種曝光模式，光圈先決（A）、快門先決（S）、手動曝光（M）。
- 快門速度為1/4000至30秒，每秒3幅連拍，支援B快門，感光度支援範圍由ISO 100至ISO 1600，並能在增幅模式下達到ISO 3200。
- 2.5吋（230,000像素）低溫多晶矽TFTLCD，顯示屏連光度調控熒光幕，視野率為100%。
- 使用Secure Digital規格之記憶卡，支援高容量的SDHC格式。
- 使用尼康專用的EN-EL3e鋰電池，亦可使用MB-D80電池把手，可同時使用兩枚EN-EL3e電池或六枚AA規格的電池。
- 機身重量為585克，體積為132×103×77公釐。